# 負載因數
在電機工程領域，負載因數的定義是平均負載與某時段內的最大負載的比值，其可用於衡量負載的電能利用率。一個負載如具有高的負載因數，表示其正很有效率地利用供電系統；低負載因數則顯示負載未充分利用其配給到的電能。

## 相關敘述
負載因數可從用電設備的負載曲線中求出。負載因數始終介於1和0之間，因為尖峰用電永遠大於平均用電。高負載因數表示負載的用電量較穩定；低負載因數顯示負載偶爾會有很高的用電需求，為了滿足隨時竄升的用電需求，許多發電機組就必須持續運轉，增加成本消耗。
對於高負載因數的用電戶，可能會減免其部分電費，從而鼓勵用戶提升負載因數。為了降低成本並增加供電穩定度而採取的類似手段，合稱為負載平衡或削峰填谷（peak shaving）。
負載因數與需求因數密切相關且常被混淆。
- 需求因數 = 某時段內的最大負載 / 可供應的最大負載

需留意的差異是：供電系統的最大負荷量無法從負載曲線中看出，因此需求因數無法以負載曲線求出。

## 計算
負載因數 = 平均負載 / 某時段內的最大負載
一個商業用電負載的計算範例：
- 尖峰用電 = 436 千瓦（kW）
- 總用電量 = 57,200 千瓦小時（kWh）
- 時段 = 30 天

因此：
- 負載因數 = [ 57,200 千瓦小時 ÷ (30 × 一天24小時) ] ÷ 436 千瓦 = 0.1822（18.22%）